# Ana Paula Arósio
Ana Paula Arósio (São Paulo, Brazília, 1975. július 16. –) brazil modell és színésznő.

## Élete
Ő a legnépszerűbb színésznők egyike Brazíliában. Egy reklámügynökség fedezte fel, bevásárlás közben egy szupermarketben. 1989-ben Japánba költözött, hogy ott modellként dolgozzon. Miután visszatért Brazíliába megkapta első televíziós szerepét a Éramos Seis című szappanoperában. Az 1998-as Hilda Furacão tette őt igazán híressé.
1999 óta neve az egész világon ismert a Terra Nostra című telenovellának köszönhetően. A sorozatban Ana Paula Giuliana Esplendore-t a sorozat női főszerepét alakítja, aki egy olasz bevándorló. A színésznő maga is olasz származású, nagyszülei révén, akik Lombardiából származnak. A Terra Nostra sorozatot 95 országban vetítették, ez a Rede Globo egyik legsikeresebb produkciója.

## Filmográfia

### Telenovellák
| Év   | Cím            | Eredeti cím       | Szerep                |
| ---- | -------------- | ----------------- | --------------------- |
| 1994 |                | Éramos Seis       | Amanda                |
| 1996 |                | Razão de viver    | Bruna                 |
| 1997 |                | Os ossos do barão | Isabel                |
| 1998 | Hilda Furacão  | Hilda Furacão     | Hilda Furacão         |
| 1999 | Terra Nostra   | Terra Nostra      | Giuliana              |
| 2001 |                | Os Maias          | Maria Eduarda da Maia |
| 2002 |                | Esperança         | Camille               |
| 2003 |                | Celebridade       | Alice                 |
| 2004 |                | Um Só Coração     | Yolanda Penteado      |
| 2005 |                | Mad Maria         | Consuelo              |
| 2006 | Életünk lapjai | Páginas Da Vida   | Olívia                |
| 2008 |                | Ciranda de Pedra  | Laura Toledo          |

### Filmek
- Per Sempre (1991)
- O Coronel e o Lobisomem (2005), Prima Esmeraldina

## Fordítás
- Ez a szócikk részben vagy egészben  az   Ana Paula Arósio című angol Wikipédia-szócikk fordításán alapul.  Az eredeti cikk szerkesztőit annak laptörténete sorolja fel. Ez a jelzés csupán a megfogalmazás eredetét és a szerzői jogokat jelzi, nem szolgál a cikkben szereplő információk forrásmegjelöléseként.